# Ehrhardt Post
Alfred Ehrhardt Post (Cottbus, 23 settembre 1881 – Berlino, 1º agosto 1947) è stato uno scacchista tedesco.

## Carriera sportiva
Principali risultati:
- 1907:  2º a Berlino dietro a Richard Teichmann
- 1810:  vince il campionato di Berlino in un match contro Wilhelm Cohn (+6 –3 =3)
- 1921:  1º ad Amburgo nel 16º Congresso della Federazione tedesca (equiparato al campionato tedesco)
- 1922:  1º a Bad Oeynhausen nel 17º Congresso della Federazione tedesca, davanti a Carl Carls
- 1923:  =2º a Francoforte  con Heinrich Wagner (vinse Ernst Gruenfeld)

Negli anni 1933-1945 Post fu direttore della federazione “Grossdeutscher Schachbund”, creata dal regime nazista, e principale organizzatore di molti tornei in Europa: Stoccarda 1939 (vinto da Bogoljubov), Monaco di Baviera 1941 (vinto da Gösta Stoltz), Salisburgo 1941 (vinto da Alekhine), Monaco di Baviera 1942 (primo campionato europeo, vinto da Alekhine), Salisburgo 1943 (vinto da Keres ed Alekhine).